# Tandaga
Tandaga är en ort i Burkina Faso.   Den ligger i provinsen Bazega Province och regionen Centre-Sud, i den centrala delen av landet, 40 km sydost om huvudstaden Ouagadougou. Tandaga ligger 315 meter över havet och antalet invånare är 983.
Terrängen runt Tandaga är platt. Närmaste större samhälle är Kombissiri, 5,1 km norr om Tandaga.
Trakten runt Tandaga består till största delen av jordbruksmark. Runt Tandaga är det ganska tätbefolkat, med 65 invånare per kvadratkilometer.